# Норре-ан-Ож
Норре́-ан-Ож (фр. Norrey-en-Auge) — коммуна во Франции, находится в регионе Нижняя Нормандия. Департамент коммуны — Кальвадос. Входит в состав кантона Морто-Кулибёф. Округ коммуны — Кан.
Код INSEE коммуны — 14469.

## Население
Население коммуны на 2010 год составляло 100 человек.
| 1962 | 1968 | 1975 | 1982 | 1990 | 1999 | 2010 |
| ---- | ---- | ---- | ---- | ---- | ---- | ---- |
| 150  | 115  | 108  | 88   | 74   | 76   | 100  |

## Экономика
В 2010 году среди 63 человек трудоспособного возраста (15—64 лет) 46 были экономически активными, 17 — неактивными (показатель активности — 73,0 %, в 1999 году было 73,5 %). Из 46 активных жителей работали 41 человек (28 мужчин и 13 женщин), безработных было 5 (2 мужчин и 3 женщины). Среди 17 неактивных 7 человек были учениками или студентами, 5 — пенсионерами, 5 были неактивными по другим причинам.